# Eckhard Garve
Eckhard Günter Ingo Garve (* 8. Dezember 1954 in Celle; † 8. Februar 2020  in Hannover) war ein deutscher Botaniker, Ornithologe, Naturschützer und Sachbuchautor. Als Spezialist für Gefäßpflanzen erforschte er jahrzehntelang die Flora in Niedersachsen.

## Leben und Wirken
Eckhard Garve besuchte von 1965 bis 1973 das Hermann-Billung-Gymnasium in seiner Heimatstadt, wo er 1973 das Abitur absolvierte.
Ab 1976 studierte er Biologie an der Technischen Universität Braunschweig, danach an der Georg-August-Universität Göttingen mit dem Schwerpunkt Pflanzensystematik. Dort legte er am 30. April 1982 seine Diplomprüfung mit der Arbeit Die Atriplex-Arten (Chenopodiaceae) der deutschen Nordseeküste bei Gerhard Wagenitz ab.
In den Jahren von 1982 bis 2005 war Garve Mitarbeiter der niedersächsischen Landesnaturschutzverwaltung in Hannover und Hildesheim. Im Rahmen seiner Tätigkeit baute er das Niedersächsische Pflanzenarten-Erfassungsprogramm auf und leitete mehr als 1.000 überwiegend ehrenamtliche Kartierer und Kartiererinnen an. Die so erhobenen Daten wertete er für die Belange des botanischen Artenschutzes aus.
Daneben erarbeitete er für Niedersachsen und Bremen zwei Florenlisten der Gefäßpflanzen (1991 und 2004), drei Fassungen der Roten Liste (1983, 1993 und 2004) sowie zwei Pflanzen-Verbreitungsatlanten. Schwerpunkte seiner Arbeitstätigkeit lagen im Bereich der Segetalflora, der Halophyten sekundärer Binnensalzstellen, der Neophyten und in der Durchführung von Schutzmaßnahmen für stark gefährdete Pflanzenarten.
2005 wurde er mit der Arbeit Erhalt der Biodiversität von Kormophyten in Niedersachsen und Bremen: Datengrundlagen, Prioritätensetzung und Artenschutzmaßnahmen an der Fakultät für Architektur und Landschaft der Gottfried Wilhelm Leibniz Universität Hannover promoviert. Von 2006 bis 2016 leitete er den Geschäftsbereich „Regionaler Naturschutz“ in der Betriebsstelle Süd des Niedersächsischen Landesbetriebs für Wasserwirtschaft, Küsten- und Naturschutz (NLWKN) in Braunschweig. Sein Wirken konzentrierte sich hier besonders auf Verbesserungen in der Zusammenarbeit zwischen Wasserwirtschaft und Naturschutz. Eckhard Garve war 2. Vorsitzender der Floristisch-Soziologischen Arbeitsgemeinschaft und Ehrenmitglied des Naturwissenschaftlichen Vereins zu Bremen von 1864.
Eckhard Garve lebte in Sarstedt und war verheiratet (3 Söhne). Am 31. Dezember 2016 ging er in den Ruhestand.

## Veröffentlichungen (Auswahl)
- Programm zur Erfassung von Pflanzenarten in Niedersachsen. Aufruf zu einer weiterführenden Erhebung artenbezogener Daten für den Naturschutz (zusammen mit Henning Haeupler). In: Göttinger Floristische Rundbriefe 17, S. 63–99, 1983
- Rote Liste Gefäßpflanzen Niedersachsen und Bremen. 3. Fassung, zusammen mit H. Haeupler, A. Montag, & K. Wöldecke, 1983
- Lebensraum Acker. Pflanzen der Äcker und ihre Ökologie (zusammen mit Heinrich Hofmeister) 1. Auflage 1986, ISBN 3-490-17018-0, 2. Auflage 1998, ISBN 3-8263-8516-0, Reprint 2006, ISBN 3-935638-61-2
- Rote Liste der gefährdeten Farn- und Blütenpflanzen in Niedersachsen und Bremen, 4. Fassung, 1993
- Atlas der gefährdeten Farn- und Blütenpflanzen in Niedersachsen und Bremen. Kartierung 1982–1992. Naturschutz Landschaftspflege Niedersachsen 30/1–2: 1–895, Hannover 1994, ISBN 3-922321-68-2
- Red List of Vascular Plants of the Wadden Sea Area, zusammen mit P. Wind, M. van der Ende, A. Schacherer & J.B.M. Thissen, 1996
- Dahl, H.-J., Altmüller, R., Garve, E., Kaufmann, W., Südbeck, P. & Bierhals, E. (2000): Artenschutz. – In: K. Buchwald, & W. Engelhart (Hrsg.): Umweltschutz – Grundlagen und Praxis. Bd. 8. Arten-, Biotop- und Landschaftsschutz. S. 1–172, ISBN 3-87081-552-3
- Rote Liste und Florenliste der Farn- und Blütenpflanzen in Niedersachsen und Bremen, 5. Fassung, 2004
- Verbreitungsatlas der Farn- und Blütenpflanzen in Niedersachsen und Bremen, 2007, ISSN 0933-1247